# Christmas Party (She & Him)
Christmas Party è il sesto album in studio (il secondo natalizio) del duo musicale She & Him, composto da Zooey Deschanel e M. Ward. Il disco è stato pubblicato nell'ottobre 2016 e include diverse cover di classici natalizi.

## Tracce
1. All I Want for Christmas Is You – 4:18 (Mariah Carey, Walter Afanasieff)
2. Let It Snow – 2:12 (Jule Styne, Sammy Cahn)
3. Must Be Santa – 2:16 (Hal Moore, Bill Fredericks)
4. Happy Holiday – 2:12 (Irving Berlin)
5. Mele Kalikimaka – 2:43 (Robert Alexander Anderson)
6. Christmas Memories – 2:50 (Alan Bergman, Marilyn Bergman, Domenick Costa)
7. Run Run Rudolph – 2:52 (Johnny Marks, Marvin Brodie)
8. Winter Wonderland – 2:37 (Richard B. Smith, Felix Bernard)
9. The Coldest Night of the Year – 3:34 (Barry Mann, Cynthia Weil)
10. A Marshmallow World – 1:56 (Carl Sigman, Peter DeRose)
11. The Man with the Bag – 2:06 (Dudley Brooks, Hal Stanley, Irving Taylor)
12. Christmas Don't Be Late – 2:26 (Ross Bagdasarian)